# Rhabdornis mysticalis
Rhabdornis mysticalis (лат.) (Пестроголовая филиппинская пищуха) — вид воробьиных птиц. В настоящее время его относят к семейству скворцовых. Выделяют два подвида.

## Распространение
Эндемики Филиппин. Живут в тропических лесах.

## Описание
Длина тела 15 см. Оперение коричневое, с более светлой нижней стороной.

## Биология
Эта птица питается насекомыми и фруктами. Также посещают цветы, возможно, собирая пыльцу щетинистым кончиком языка. Кормится небольшими группами, иногда вместе с другими видами птиц.
МСОП присвоил данному виду охранный статус LC